# Daisuke Ichikawa
Daisuke Ichikawa (Prefectura de Shizuoka, Japó, 14 de maig de 1980) és un futbolista japonès.

## Selecció japonesa
Daisuke Ichikawa va disputar 10 partits amb la selecció japonesa.